# Eurhopalothrix isabellae
Eurhopalothrix isabellae är en myrart som först beskrevs av Mann 1919.  Eurhopalothrix isabellae ingår i släktet Eurhopalothrix och familjen myror. Inga underarter finns listade i Catalogue of Life.